# Strašín
Strašín (en allemand : Straschin) est une commune du district de Klatovy, dans la région de Plzeň, en République tchèque. Sa population s'élevait à 326 habitants en 2021.

## Géographie
Strašín se trouve à 11 km au sud-est de Sušice, à 35 km au sud-est de Klatovy, à 66 km au sud-sud-est de Plzeň et à 116 km au sud-ouest de Prague.
La commune est limitée par Žihobce et Soběšice au nord, par Nová Ves et Drážov (district de Strakonice) à l'est, par Vacov et Nicov (district de Prachatice) au sud et par Nezdice na Šumavě à l'ouest.

## Histoire
La première mention écrite du village date de 1254.

## Administration
La commune se compose de cinq sections :
- Maleč
- Nahořánky
- Strašín
- Věštín
- Zuklín

## Galerie

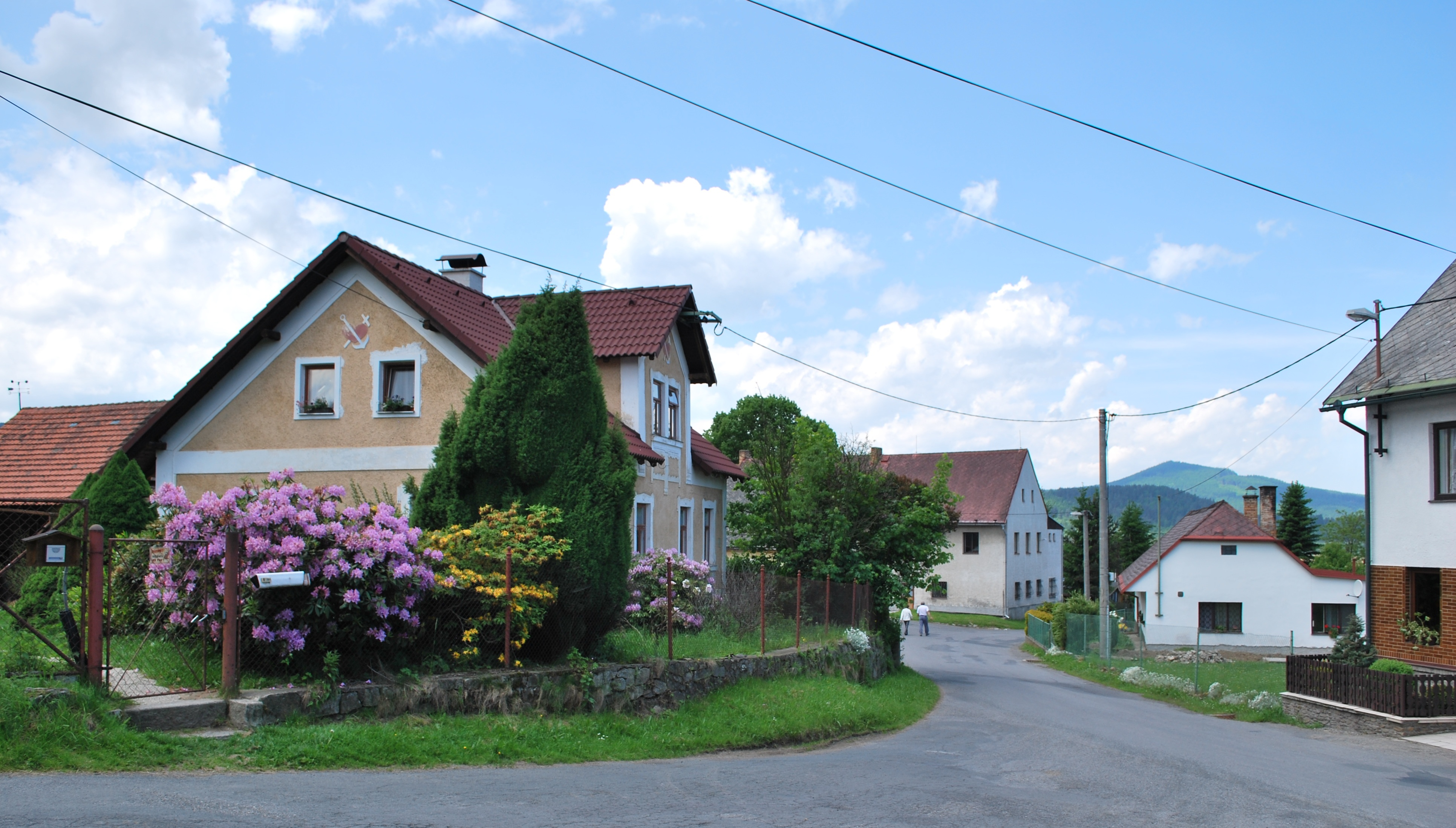
Rue de Strašín.
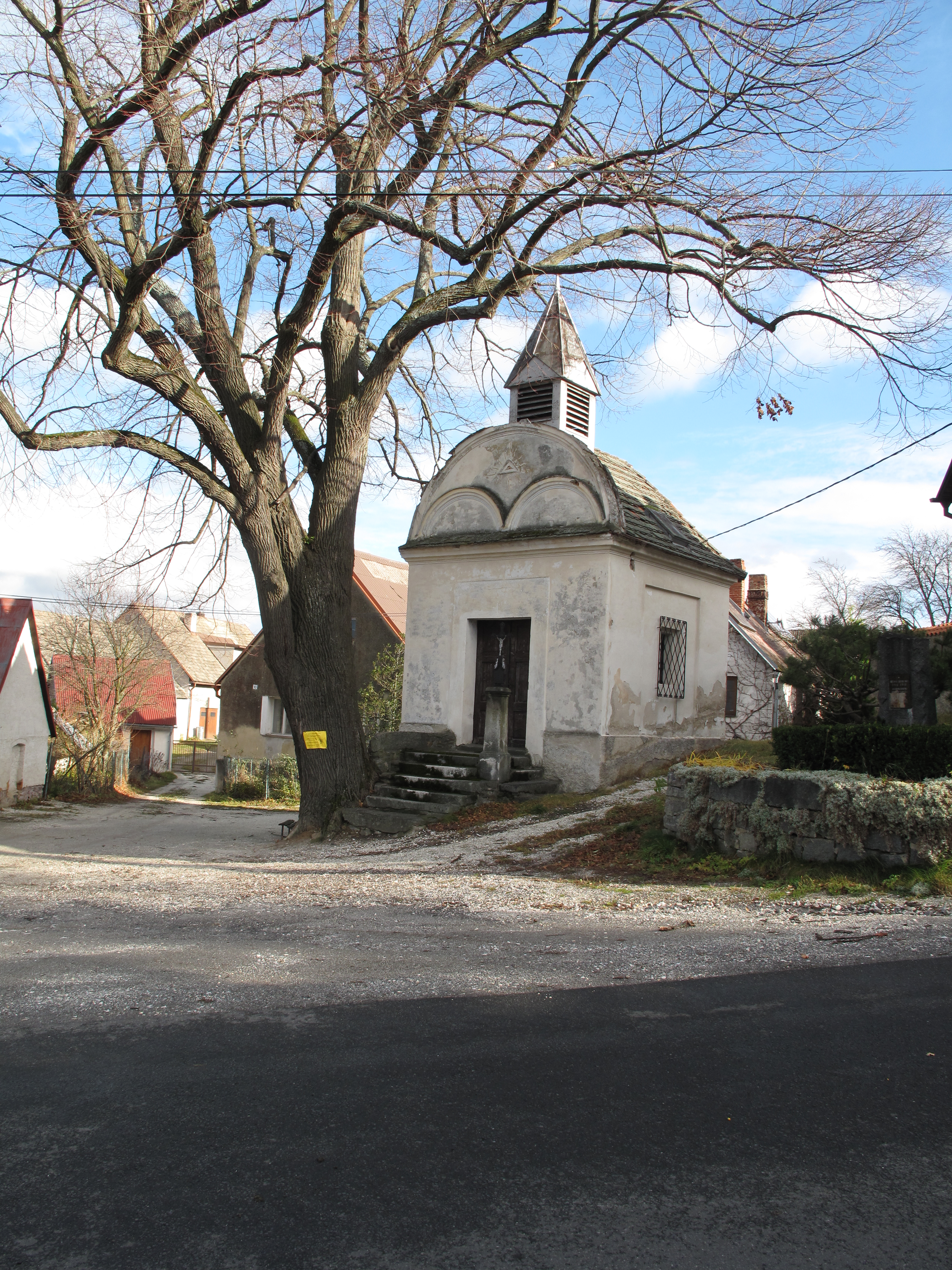
Chapelle à Nahořánky.

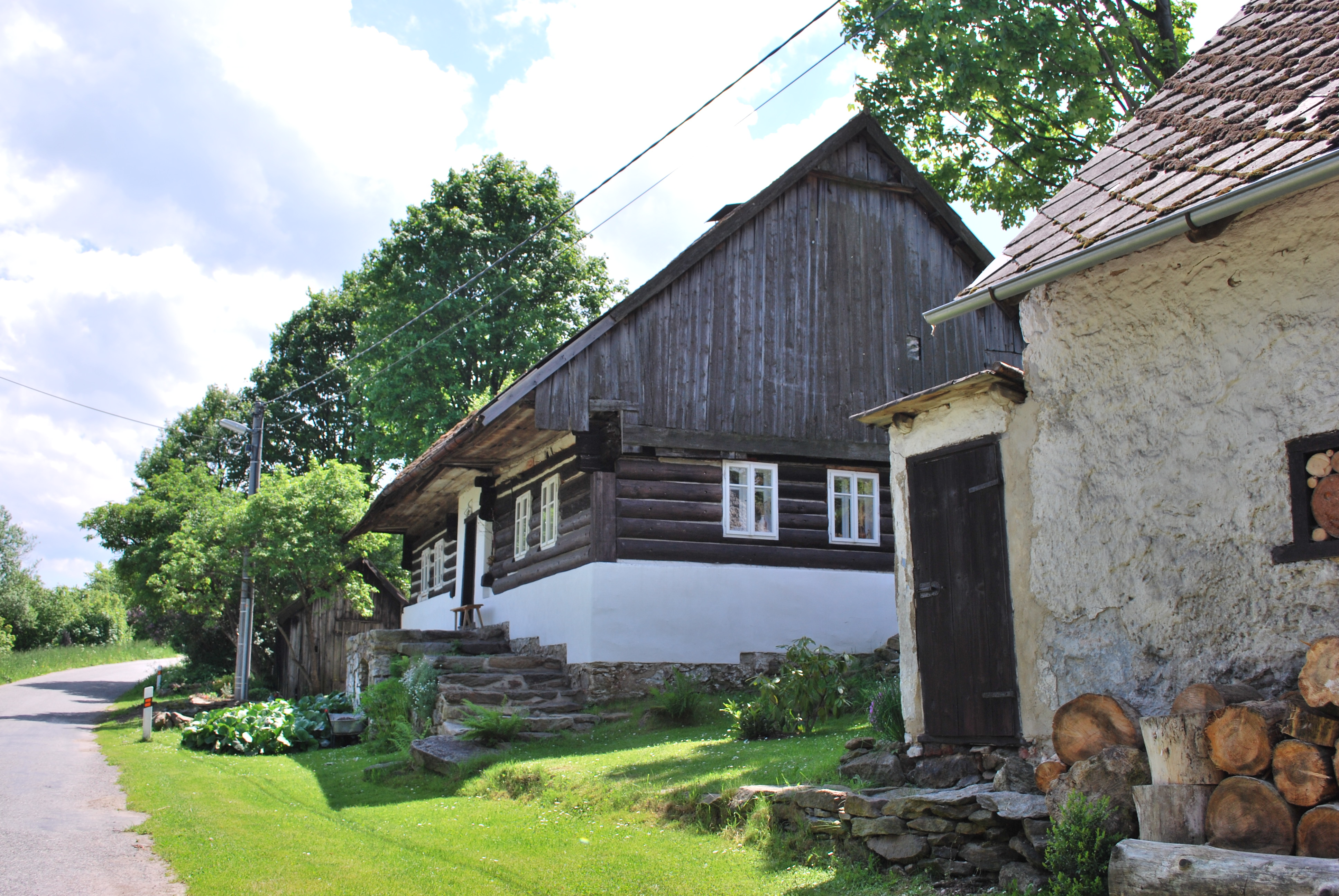
Maison à Maleč.

## Transports
Par la route, Strašín se trouve à 15 km de Sušice, à 46 km de Klatovy, à 83 km de Plzeň et à 138 km de Prague.